# Iorubalândia
A Iorubalândia (em iorubá: Ìlẹ-Yorùbá) é uma região cultural africana que compreende parte da Nigéria, de Togo e do Benim. É habitada pelos iorubás.

## Descrição
Geograficamente, faz parte de um planalto com elevação de 366 metros limitado a norte e a leste pelo rio Níger. Grande parte da Iorubalândia é densamente arborizada; no entanto, a parte norte, incluindo Oió, encontra-se na savana ao norte. A porção nigeriana da Iorubalândia compreende os estados de Oió, Oxum, Ogum, Ondo, Equiti e Lagos, bem como partes de Kogi e Kwara.
A porção beninense consiste nos departamentos de Ouémé, Plateau e Collines; na comuna de Tchauru, no departamento de Borgou; nas comunas de Ouinhi e Zogbodomey, no departamento de Zou; e na comuna de Candi, no departamento de Alibori. As porções togolesas são as prefeituras de Ogou e Est-Mono, na Região Plateau, e a prefeitura de Tchamba, na Região Central.